# Golders Green (metrostation)
Golders Green is een station van de metro van Londen aan de Northern Line dat is geopend in 1907.

## Geschiedenis
In 1891 kwam de Hampstead, St. Pancras & Charing Cross Railway, de latere West End tak van de Northern Line, met een voorstel voor een lijn tussen Heath Street in Hampstead en Strand. Bezwaarprocedures en de zoektocht naar bekostiging betekende dat de bouw pas in september 1903 begon. De kringen rond de Amerikaanse investeerder Yerkes hadden hun oog laten vallen op de landbouwgronden rond Golders Green, destijds een gehucht ten noorden van de heide bij Hampstead, voor vastgoed ontwikkeling en het vrijwel onbebouwde terrein bood ook de ruimte voor de bouw van een depot. De verlenging naar Golders Green kreeg in 1903 parlementaire goedkeuring met als voorwaarde dat tussen Heath Street en Golders Green ook station North End zou komen. In 1904 kocht Henrietta Barnett echter de gronden rond North End om Hampstead Heath te kunnen doortrekken tot Hampstead Garden Suburb, de woonwijk die ze vanaf 1906 optrok ten noorden van station Golders Green. De aangekondigde metrolijn betekende voor de nieuwe woonwijk een goede aansluiting op de stad, station North End werd echter geschrapt omdat het door de uitbreiding van de heide onvoldoende klanten zou trekken. Zodoende werd Golders Green het eerste station ten noorden van Hampstead en op 22 juni 1907 werd het samen met het depot geopend als noordelijk eindpunt. Al voor de Eerste Wereldoorlog werden plannen gemaakt om de lijn door te trekken naar Hendon en Edgware, toen nog gelegen in Middlesex, om ook daar door woningbouw reizigers voor de metro te genereren. Door de oorlog begonnen de werkzaamheden pas op 12 juni 1922 en sinds 19 november 1923 rijden de metro's door ten noorden van Golders Green. Als laatste metrostation in Londen werden de armseinen in 1950 vervangen door lichtseinen. 

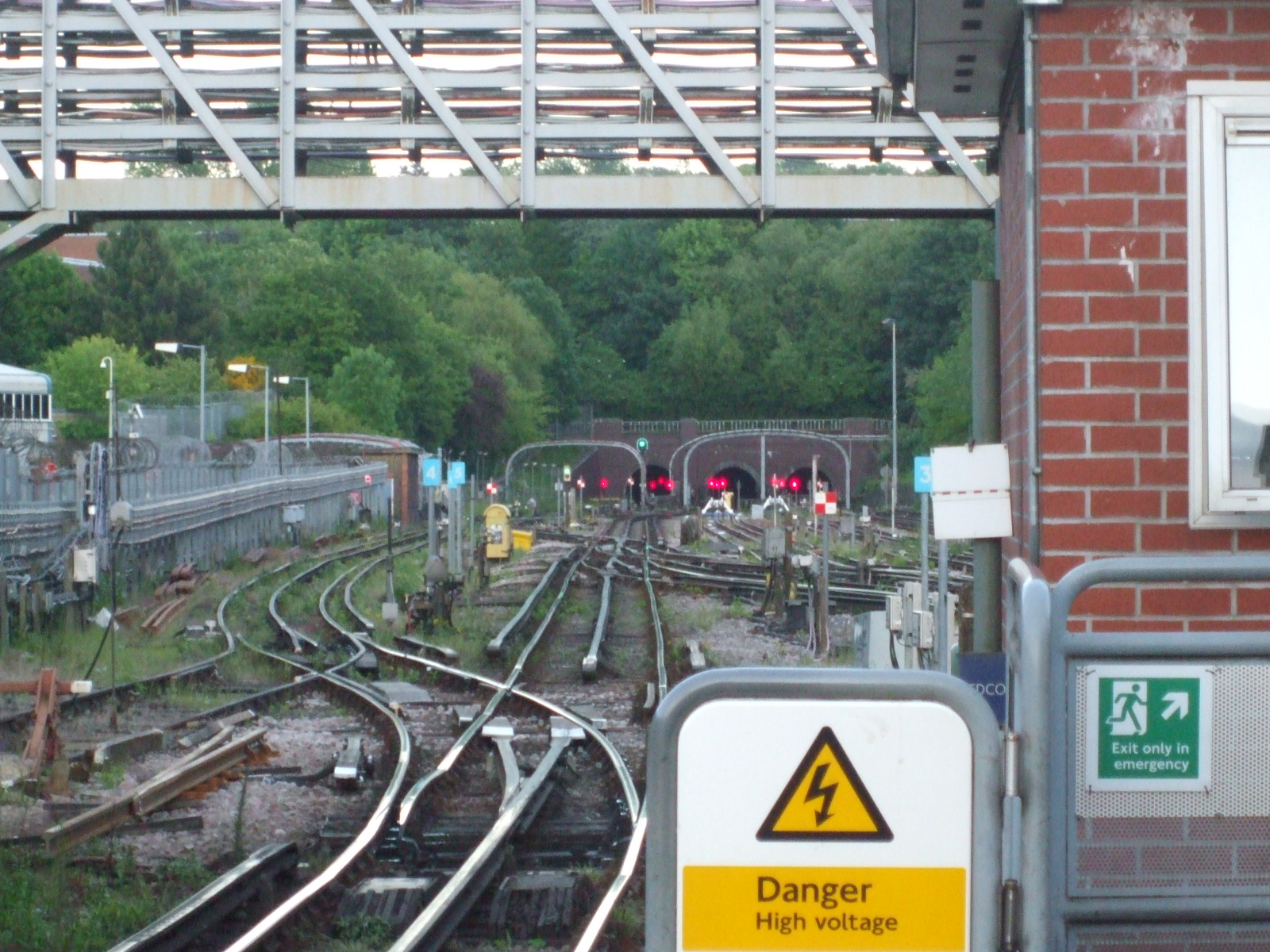
De tunnelportalen ten zuiden van het station.
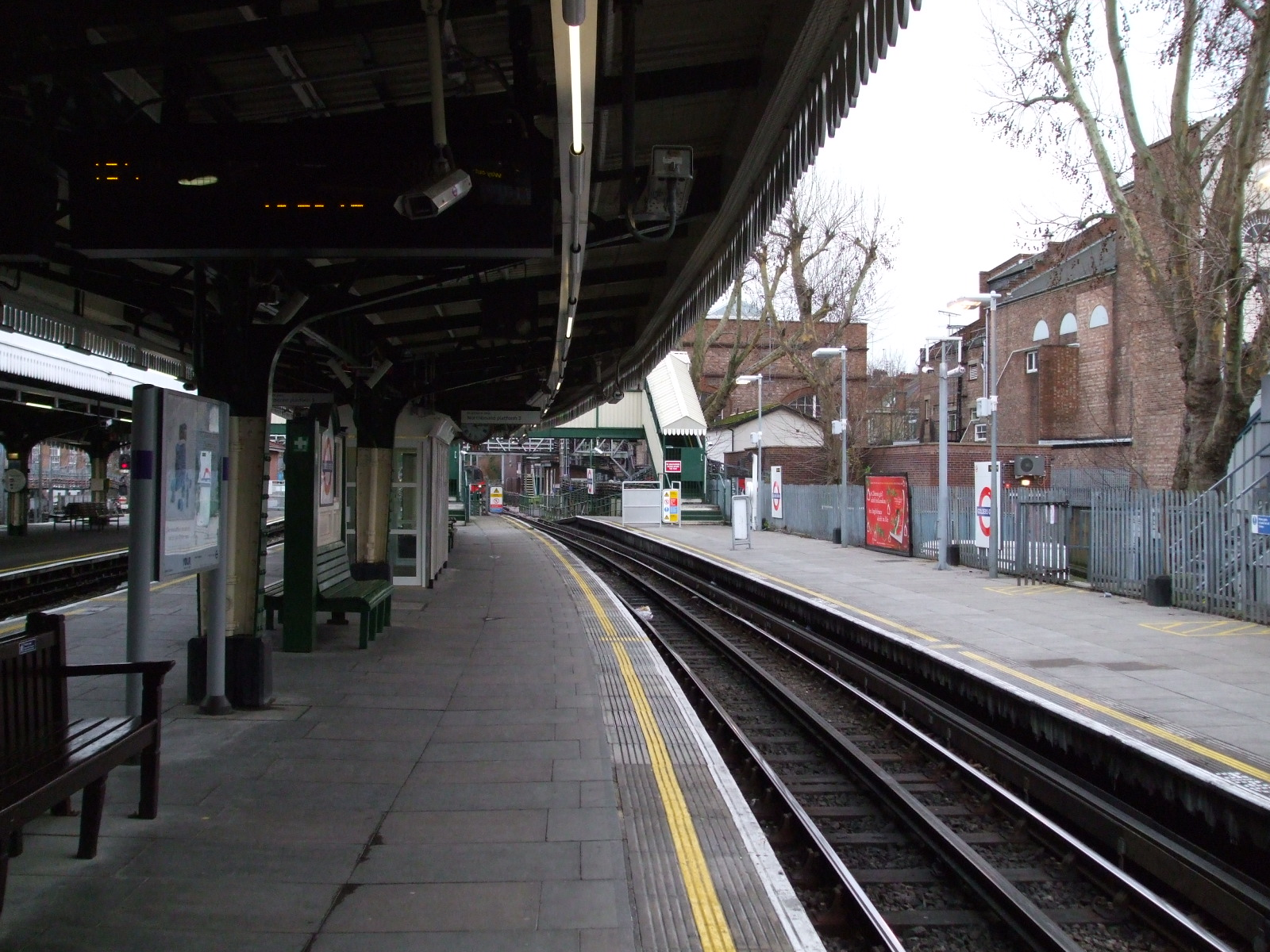
Het middelste perron.
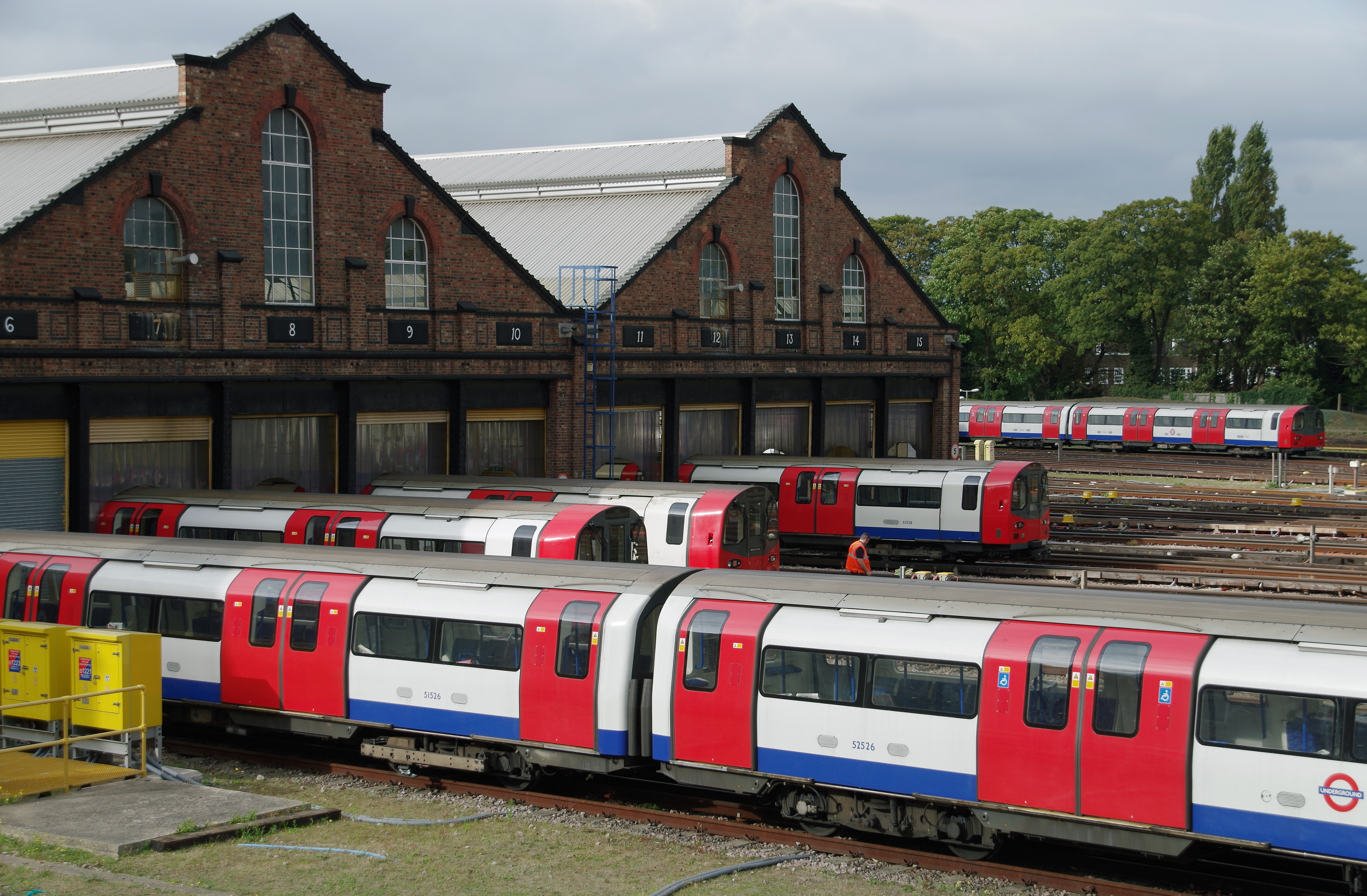
Het depot van Golders Green.

## Ligging en inrichting
Het station ligt aan de oostkant van Finchley Road waar deze de North End Road/Golders Green Road kruist. De directe toegang aan Finchley Road is gesloten, het stationsgebouw ligt aan de zuidkant van het spoor aan het stationsplein waar ook het busstation ligt. Aan de oostkant van het plein staat het Golders Green Hippodrome, jarenlang het podium van het BBC Concert Orchestra maar inmiddels in gebruik als hoofdkwartier van een godsdienstige organisatie. De reizigers gaan tussen de stationshal en de perrons door een reizigerstunnel. De perrons zijn gebouwd voor de spaanse methode met een zijperron langs het stationsgebouw en twee eilandperrons, twee sporen hebben aan beide kanten een perron, terwijl het noordelijke spoor langs de noordrand van het noordelijkste perron ligt. Het perron langs het stationsgebouw wordt niet gebruikt voor de reizigersdienst. De eiland perrons zijn met vaste trappen en sinds 2008 ook met liften verbonden met de reizigerstunnel. Het middelste spoor wordt gebruikt voor diensten uit de binnenstad die eindigen bij Golders Green. Het zou mogelijk zijn om de metro's hier te laten keren, maar doorgaans worden ze afgerangeerd naar het depot. In zuidelijke richting rijden deze diensten meteen uit het depot de tunnel in met als eerste stop Hampstead.

## Fotoarchief
- Fotoarchief London Transport Museum
  - Het station in 1907
  - Materieel 1906/07 in 1911 in Golders Green
  - Het station en stationsplein in 1923
- Tubeprune - Train Professional's Rumour Network
  - Plattegrond van sporen en seinen op station Golders Green